# V344 Большого Пса
V344 Большого Пса (лат. V344 Canis Majoris) — одиночная переменная звезда в созвездии Большого Пса на расстоянии (вычисленном из значения параллакса) приблизительно 8579 световых лет (около 2630 парсеков) от Солнца. Видимая звёздная величина звезды — от +14,4m до +13,1m.

## Характеристики
V344 Большого Пса — красный гигант, пульсирующая полуправильная переменная звезда типа SRB (SRB) спектрального класса M8III или M8.